# Площа Неустроєва
Площа Неустроєва — площа в Гагарінському районі Севастополя, на перетині проспектів Жовтневої Революції та Героїв Сталінграда.

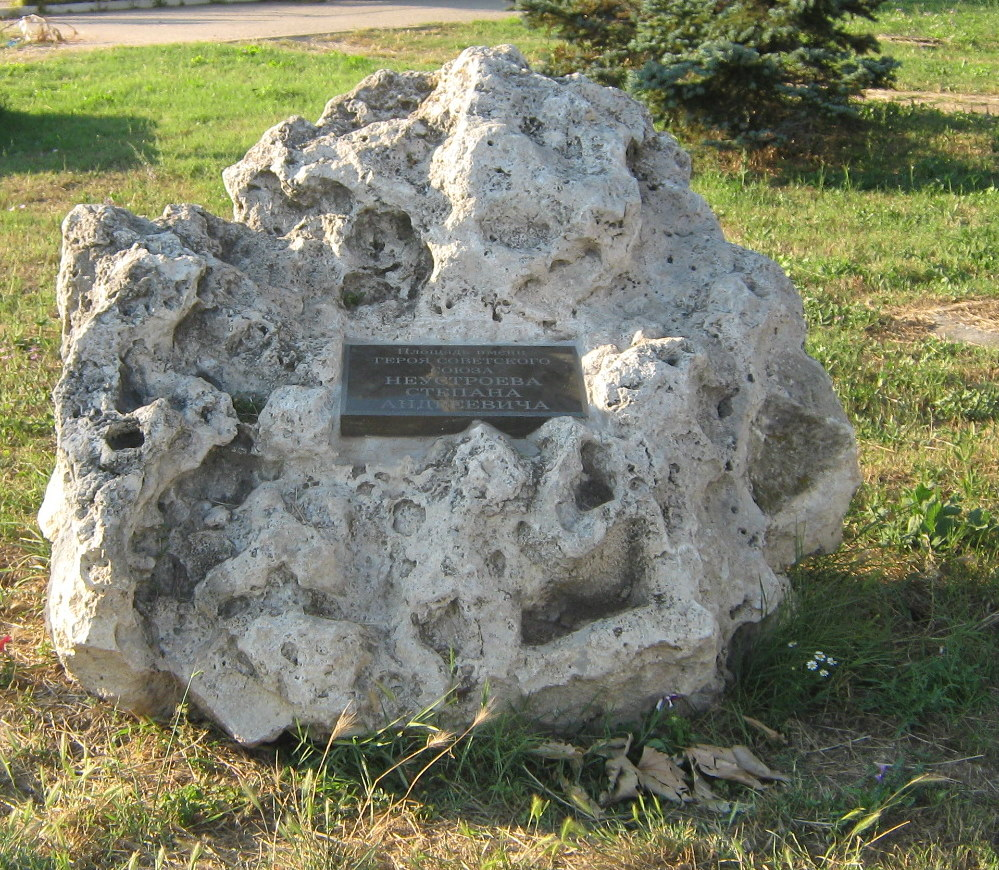
старе анотаційне позначення площі

нове анотаційне позначення площі

Площу назвали 14 березня 2002 року, за пропозицією топонімічної комісії міста, на честь Героя Радянського Союзу Степана Неустроєва. 9 червня 2008 року біля площі зі сторони парку «Перемога» встановлено камінь з анотаційною дошкою.